# سهيل قاشا
سهيل بن بطرس بن متي قاشا (1942 - 2022)، مفكّر وباحث موسوعي وعالم دين مسيحي عراقي من بلدة بخديدا شرق الموصل اشتهر بكتبه ومؤلفاته التي تجاوزت 77 مؤلفاً دارت أغلبها حول تاريخ العراق القديم والحوار الإسلامي المسيحي.

## نشأته
ولد الأب سهيل بن بطرس بن متي قاشا في بخديدا لعائلة سريانية عام 1942، تلقى دروسه الابتدائية في مدرسة الحمدانية الثانية في بخديدا من الفترة 1948 لغاية 1954. انتقل بعد ذلك مع أسرته إلى الموصل، واصل دراسته في الموصل وفي مدرسة أم الربيعين للفترة من العام 1954 - 1858، ثم في الإعدادية الشرقية من العام 1958 - 1960. بعد تخرجه منها واصل دراسته في الدورة التربوية لاعداد المعلمين وتخرج منها معلماً سنة 1961. بعد تخرجه عمل معلماً في مدرسة كورك بقضاء زاخو من العام 1961 - 1962 ثم نسب معلماً في مدرسة المستنطق في قضاء حمام العليل حتى العام 1964، وفي العام 1965 عين معلماً في مدرسة غرناطة في تلعفر . نقل عام 1968 إلى مدرسة السلامية التابعة لقضاء الحمدانية. وبعدها نقل إلى مدرسة الطاهرة الابتدائية بالموصل من العام 1977 ولغاية 1983.

## نشاطه الديني والثقافي
سيم قاشا كاهناً على السريان الكاثوليك في دير الشرفة بلبنان / حريصا درعون في 17 تموز 1994. شارك في الندوة العربية الأولى للفلكلور في بغداد العام 1977. وندوة ابن الأثير في جامعة الموصل العام 1982. والندوة العالمية الخامسة للخليج العربي، مركز دراسات الخليج العربي في جامعة البصرة العام 1984. كما قدمت حول مؤلفاته عدة ندوات ومؤتمرات ودراسات.
ظهرت ميوله في الكتابة والتأليف والنشر منذ وقتٍ مبكر. حصل على شهادة البكالوريوس بتقدير جيد جداً من جامعة الموصل كلية التربية في مادة التاريخ عام 1978. وبعد أن أكمل دروسه اللاهوتية في اكليريكية مار انطون البادواني في لبنان الشمالي عام 1993 ارتقى إلى الدرجة الكهنوتية. وعين مديراً للاكليريكية الكبرى للسريان. وهو عضو اتحاد المؤرخين العرب، وعضو اتحاد الأدباء والكتاب العراقيين والعرب، عضو اللجنة الأسقفية للحوار الإسلامي المسيحي في لبنان سابقاً، وعمل سابقاً أستاذاً لمادة الإسلاميات ومادة الحوار الإسلامي المسيحي في معهد القديس بولس للفلسفة واللاهوت وجامعة الحكمة في بيروت وجامعة الحضارة الإسلامية المفتوحة.

## مؤلفاته
المطبوعة
- «أنت من أنت»، بحث فلسفي لاهوتي علمي، بغداد، 1963.
- «سيرة الشهيد مار زينا»، الموصل، 1965.
- «عبير الخزام في رثاء الخوري افرام رئيس دير مار بهنام»، الموصل، 1966.
- «صور من المجتمع»، الموصل، 1970.
- «سيرة الشهيدة شموني وكنيستها في قره قوش»، بغداد، 1980.
- «كنائس بخديدا»، بغداد، 1982.
- «لمحات من تاريخ نصارى العراق»، بغداد، 1982.
- «الحكمة في وادي الرافدين»، بغداد، 1983.
- «تاريخ أبرشية الموصل للسريان الكاثوليك»، بغداد، 1985.
- «المرأة في شريعة حمورابي»، الموصل، 1986.
- «القيثارية النارية»، بيروت، شركة الطبع والنشر اللبنانية، 1994.
- «خواطر من لبنان»، لبنان، 1994.
- «تكريت حاضرة المنيسة السريانية»، لبنان، 1994.
- «آثر حكمة احيقار في الكتاب المقدس»، لبنان، 1996.
- «رؤية جديدة في المعتزلة»، لبنان، 1997.
- «المسيحيون في العهد الأموي»، لبنان، 1997.
- «من أعلام الموصل: الدكتور محمد صديق بك الجليلي»، مكتبة السائح 2002.
- «الصهيونية تحرف الإنجيل»، لبنان، 2000.
- «احيقار: حكيم من نينوى واثره في الاداب العالمية القديمة»، لبنان، 2005.
- «الموصل في مذكرات الرحالين العرب والأجانب»، 2009.
- «الموصل في العهد الجليلي»، التنوير 2010.
- تاريخ الفكر في العراق [13]
- الموصل في القرن التاسع عشر [14]
- المعتزلة ثورة في الفكر الإسلامي الحر [15]
- «التوراة البابلية».[16]
- «السريان تاريخ وحضارة».[17]

المخطوطة
- «تاريخ قره قوش». تقع في أربعة اجزاء.
- «تاريخ مار بهنام الشهيد» تقع في ثلاثة أجزاء.
- «مسرحية الميلاد».
- «مسرحية الجلجة».
- «مسرحية مار بهنام».
- «مسرحية يوسف الصديق».
- «رواية الكاهن المجهول».
- «رواية كشف القناع عن الفضائح»

## وفاته
توفي الأب سهيل قاشا في 19 شباط (فبراير) 2022 في أحد مستشفيات العاصمة اللبنانية بيروت، ووري الثرى في بلده العراق. وقد نعته عدة جهات رسمية ودينية وثقافية.

## وصلات خارجية
- الأب العراقي سهيل قاشا ضيف الاعلامية وداد حجاج في اذاعة لبنان
- مقابلة خاصة مع الأب سهيل قاشا: على المسيحيين الشرقيين ان يتجذروا في الارض